# Nyn
Nyn är en sjö i Vimmerby kommun i Småland och ingår i Botorpsströmmens huvudavrinningsområde. Sjön har en area på 2,14 kvadratkilometer och ligger 131 meter över havet. Sjön avvattnas av vattendraget Gröppleån. Vid provfiske har bland annat abborre, gädda, mört och sarv fångats i sjön.

## Delavrinningsområde
Nyn ingår i det delavrinningsområde (639237-150914) som SMHI kallar för Utloppet av Nyn. Medelhöjden är 142 meter över havet och ytan är 13,99 kvadratkilometer. Det finns inga avrinningsområden uppströms utan avrinningsområdet är högsta punkten. Gröppleån som avvattnar avrinningsområdet har biflödesordning 3, vilket innebär att vattnet flödar genom totalt 3 vattendrag innan det når havet efter 62 kilometer. Avrinningsområdet består mestadels av skog (62 procent) och jordbruk (14 procent). Avrinningsområdet har 2,15 kvadratkilometer vattenytor vilket ger det en sjöprocent på 15,4 procent.

## Fisk
Vid provfiske har följande fisk fångats i sjön:
- Abborre
- Gädda
- Mört
- Sarv
- Siklöja
- Sutare